# Exoprosopa pelurga
Exoprosopa pelurga är en tvåvingeart som beskrevs av Wray Merrill Bowden 1964. Exoprosopa pelurga ingår i släktet Exoprosopa och familjen svävflugor. Inga underarter finns listade i Catalogue of Life.